# Font de Neptú (Barcelona)
|  | Per a altres significats, vegeu «Font de Neptú». |

La Font de Neptú es troba a la plaça de la Mercè de Barcelona i està catalogada com a bé amb elements d'interès (categoria C).

## Història i descripció
Aquesta font, encarregada a Adrià Ferran per la Junta d'Obres del Port de Barcelona, va estar situada inicialment al Moll de la Riba —o del Rebaix—, on va ser inaugurada el 14 d'abril del 1826. Una inscripció al peu feia constar que havia estat erigida en honor del rei Ferran VII, així com a guarniment de la ciutat i per a comoditat dels navegants. Adrià Ferran es va encarregar de la imatge del déu del mar, i uns anys més tard, Celdoni Guixà va realitzar les esfinxs situades als seus peus. Al Museu d'Història de la Ciutat se'n conserva una maqueta.
El 1919, a causa d'una remodelació del port, la font va ser traslladada als Jardins de Laribal, a la muntanya de Montjuïc. Malgrat això, la construcció de la Fundació Joan Miró el 1975 va obligar a traslladar-la de nou i, després d'un temps guardada en un magatzem municipal i ser restaurada, fou instal·lada de nou a la plaça de la Mercè, creada en el solar d'una illa de cases davant de la basílica homònima, essent inaugurada el 6 de febrer del 1983. Es va col·locar al centre d'un estany, amb un nou basament, dissenyat pels arquitectes municipals Rosa Maria Clotet, Ramon Sanabria i Pere Casajoana, i se li va afegir també una placa amb la informació de les seves ubicacions anteriors. Hi va haver certa polèmica per la protesta d'uns regidors de Convergència i Unió, que van criticar la col·locació d'un déu pagà enfront d'un temple catòlic.
L'estàtua del déu del mar es troba asseguda sobre una roca, sostenint un trident, a dalt d'un pedestal a la base del qual es troben quatre figures d'esfinxs, situades sobre un basament de forma polièdrica d'on sorten uns rajos d'aigua que cauen sobre l'estany. L'estil emprat és el neoclàssic de l'època, tot i que sense la majestuositat d'altres figures dedicades al déu marí, com les de Madrid o Roma; en canvi, l'actitud del déu és al temps protectora del trànsit marí i una mica inquieta, inestable, com si li molestés l'ambient mundà i estigués a punt de retirar-se als seus dominis aquàtics.
A Barcelona hi va existir una altra font dedicada a Neptú, situada al costat de la Duana, on ara hi ha l'Estació de França. Realitzada el 1784 per Joan Enrich, el 1877 va ser desmuntada. Una altra font, obra de Nicolau Travé, es troba al pati de la Llotja de Mar.